# ナディファ・モハメド
ナディファ・モハメド（ソマリ語: Nadiifa Maxamed, アラビア語: نظيفة محمد, 1981年 - ）は、ソマリア出身、イギリスの小説家。

## 概要
ソマリランドのハルゲイサ出身。父親は商船の乗組員、母親は宿の主人をしていた。
1986年、家族とともにイギリスへ旅行に出ていたが、ソマリア内戦勃発に伴いそのままイギリスに定住せざるを得なくなる。のちにオックスフォード大学に入学。歴史と政治学を専攻する。2008年、内戦後初めてハルゲイサを訪れた。
2009年、1930年代～40年代のアデン保護領時代のイエメンを舞台に父親の半生を綴った『ブラックマンバ・ボーイ』でデビュー。「小説を通して、もっと自身のルーツを探求するとともに、より多くの人にソマリアの歴史と美しい話を知ってもらおうと決めたんです。」と語っている。
この小説はイギリス国内のみならず、遠く離れた韓国など海外でも高い評価を得た 。2010年度のベティ・トラスク賞、ガーディアン新人賞、ディラン・トマス賞、ジョン・ルウェリン・リース賞を受賞した他、オレンジ賞のフィクション部門にも候補として挙がった。
2013年には第二作となるソマリア内戦前夜を描いた小説『果樹園の失われた心』をサイモン＆シュスターより発表。インデペンデント紙にて、 "『ブラックマンバ・ボーイ』を父と息子の物語とするなら、『果樹園の失われた心』は本質的に母と娘の物語である。 "と評された。
2013年12月、第23回ドーハ国際ブックフェアとともにカタールで開催された文芸翻訳サミットに参加。ヘイ・フェスティバルのアフリカ39ではソマリア代表として出席。

## 受賞
- 2010 ベティ・トラスク賞（英語版）, Black Mamba Boy[15]
- 2013 グランタ（英語版） "Best of Young British Novelists"[16]

## 作品
- Black Mamba Boy (2009)
- The Orchard of Lost Souls (2013)